# Frauengefängnis „Serbia“

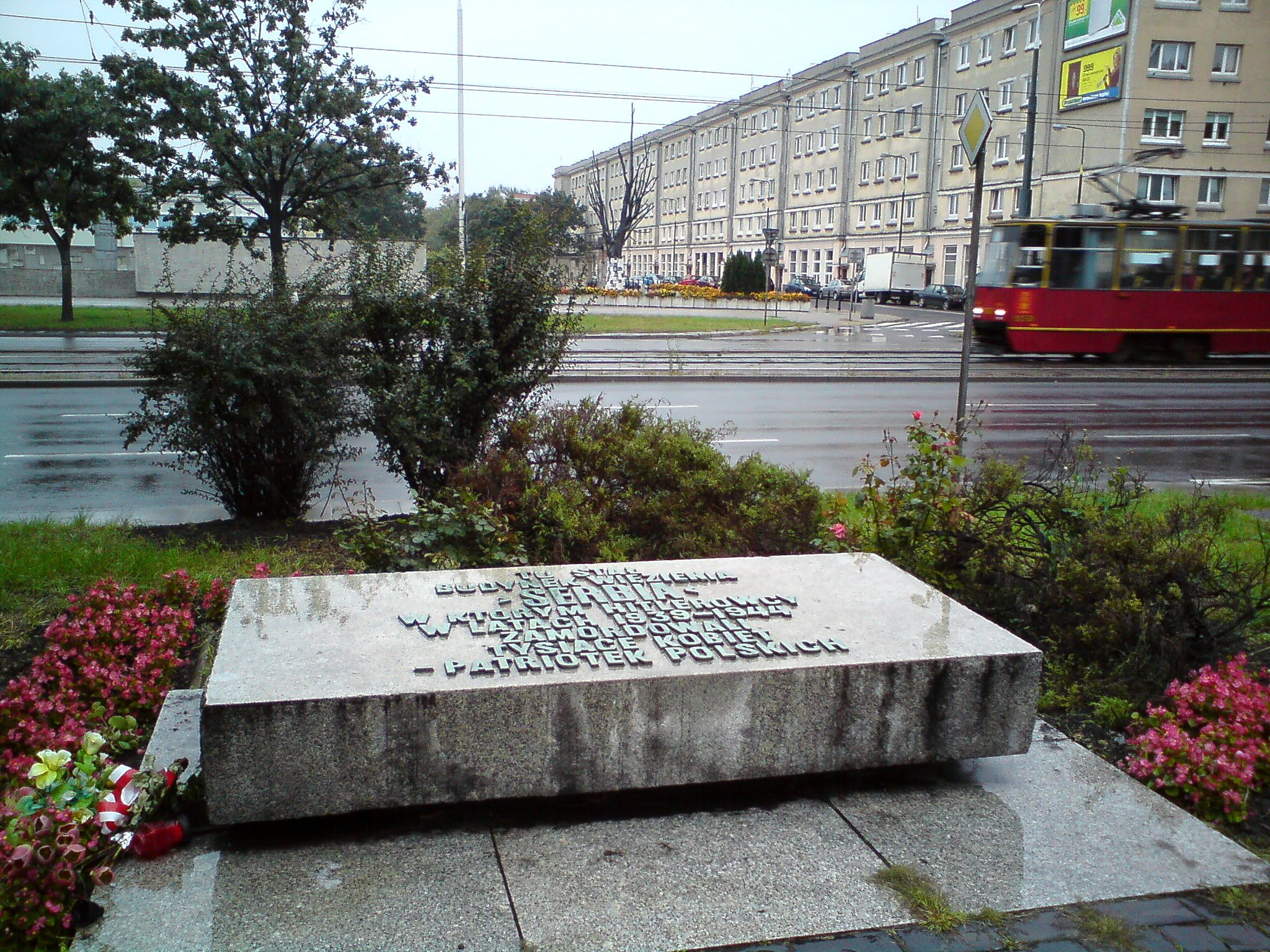
In den 1960er Jahren gesetzter Gedenkstein an der heutigen Aleja Jana Pawła II. Hier wird an die während der deutschen Besetzung im Zweiten Weltkrieg ermordeten Insassinnen erinnert.

Das heute nicht mehr existierende Frauengefängnis „Serbia“ (deutsch: Serbien) befand sich im Warschauer Stadtteil Muranów (Distrikt Śródmieście) an der Ulica Dzielna 26 und grenzte an das größere Männergefängnis Pawiak an. Heute wird das Serbia häufig als Teil des Pawiak-Gefängnisses betrachtet.

## Geschichte
Das Gebäude wurde vermutlich von 1830 bis 1835 von russischen Behörden als Gefängnis für kriminelle Frauen errichtet (Oddział Kobiecy Więzienia Śledczego Dzielna 24/26 w Warszawie). Dazu wurde das Grundstück eines dem Männergefängnis Pawiak benachbarten Gerichtsgebäudes erworben. Das Gebäude bestand aus drei Geschossen, hatte eine Grundfläche von 50 × 15 Metern und lag westlich anschließend an das Pawiak. In diesem abgetrennten Bereich befand sich auch ein niedrigeres Verwaltungsgebäude sowie die Wäscherei, in der ein Teil der verurteilten Frauen arbeitete. Ab 1863 wurden in der Anlage weibliche politische Gefangene untergebracht. Unterbrochen wurde diese Nutzung in den Jahren 1877 und 1878, in denen das Gebäude als Militär-Krankenhaus diente. Aus dieser Zeit stammt der Name Serbia, der sich auf den russisch-osmanischen Krieg (in Polen als der „serbische Krieg“ bezeichnet) bezieht. Teilweise wurde später auch der Name „Syberia“ verwendet.
Nach der Besetzung Warschaus durch die Wehrmacht zu Beginn des Zweiten Weltkriegs wurde das Serbia von 1939 bis 1944 zusammen mit dem benachbarten Pawiak von der Gestapo genutzt. Am 1. Oktober 1943 wurde SS-Rottenführer Ernst Wefels, ein Aufseher des Serbia-Gefängnisses, von einer Einheit der Heimatarmee erschossen. Am 21. August 1944 wurde das Gebäude von deutschen Einheiten gesprengt. Nach dem Krieg wurde ein Teil des ehemaligen Serbia-Gefängnisgeländes zum Bau der nach Julian Balthasar Marchlewski benannten Ulica Marchlewskiego (die heutige Aleja Jana Pawła II) genutzt. 1965 wurde hier (am Straßenrand) auch ein Serbia-Gedenkstein gesetzt. Auf dem Rest des Geländes entstand eine Grünfläche. Im Laufe seines Bestehens wurden im Serbia rund 20.000 Frauen gefangen gehalten.

## Bekannte Insassinnen
Vor dem Zweiten Weltkrieg:
- Zofia Dzierżyńska[6]
- Maria Koszutska
- Rosa Luxemburg[2]

Während des Zweiten Weltkrieges:
- Maja Berezowska
- Małgorzata Fornalska
- Zofia Kossak-Szczucka
- Hanka Ordonówna
- Anna Pawełczyńska
- Lidia Wysocka